# Col de l'Échelle
Le col de l'Échelle est un col des Alpes françaises à 1 762 mètres d'altitude. Il est situé dans le département des Hautes-Alpes, sur le territoire de la commune de Névache, à six kilomètres de la frontière avec l'Italie.

## Géographie
Le col de l'Échelle fait la liaison entre le village de Névache, dans la vallée de la Clarée, et la vallée Étroite, elle-même également pour partie sur la commune de Névache. Le point de passage entre les deux vallées s'élève en fait à 1 779 mètres d'altitude, à quelques kilomètres au nord de la localisation officielle du col de l'Échelle, au Mauvais Pas. Entre les deux cols se trouve une petite vallée sèche endoréique.
Le Mauvais Pas est donc le passage à ciel ouvert le plus bas des Alpes occidentales sur la ligne de partage des eaux entre les bassins versants du Rhône et du Pô.
Il est viabilisé pour la circulation automobile via la route départementale D1T qui permet — sauf en hiver, la route étant alors fermée —, peu après un embranchement, de rejoindre la ville de Bardonèche via les hameaux de Pian del Colle, de Mélezet et des Arnauds, en Italie, et de là la Maurienne en France via le tunnel routier du Fréjus.

Carte simplifiée du col de l'Échelle.

## Histoire

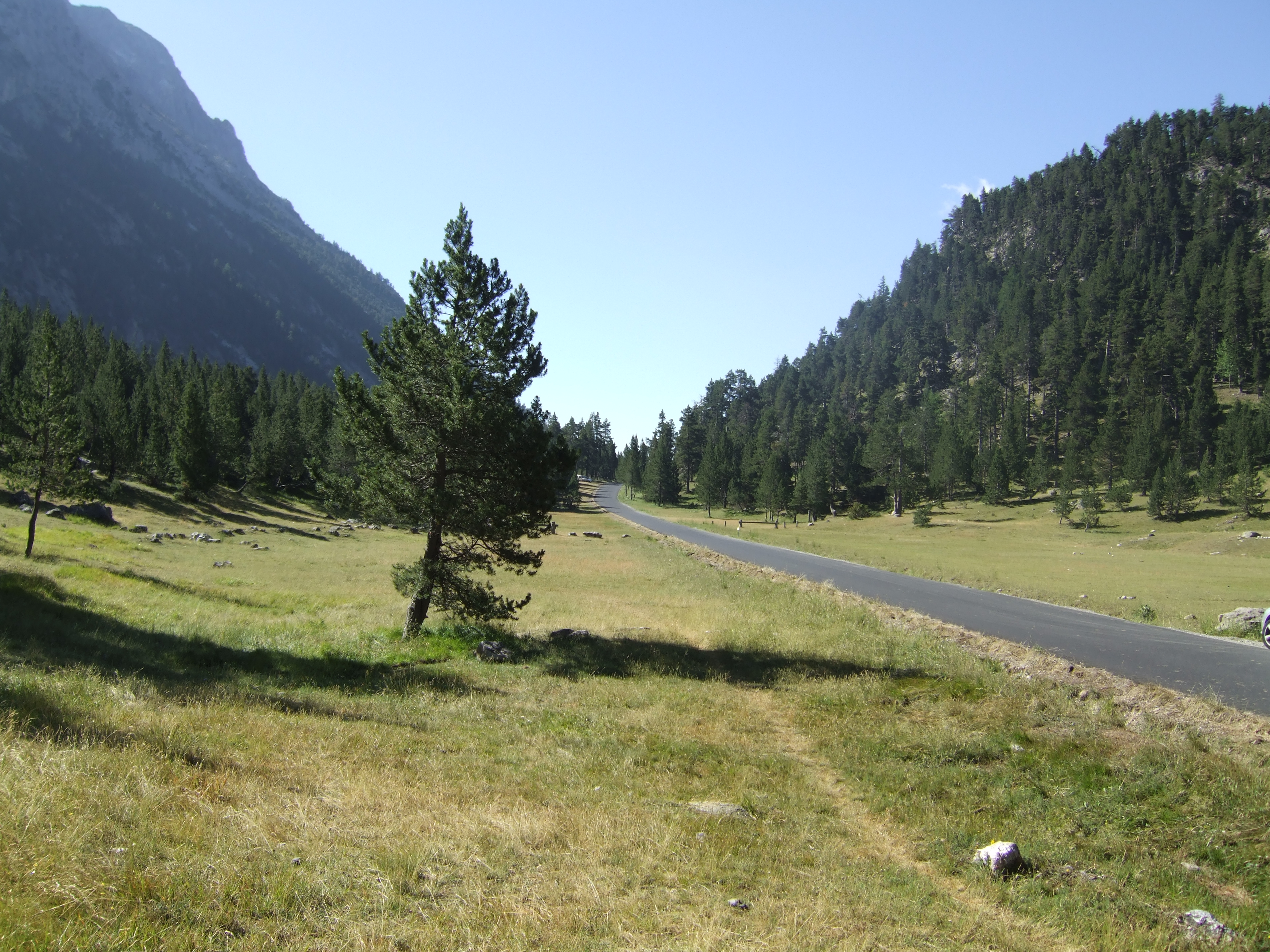
Plateau du col.

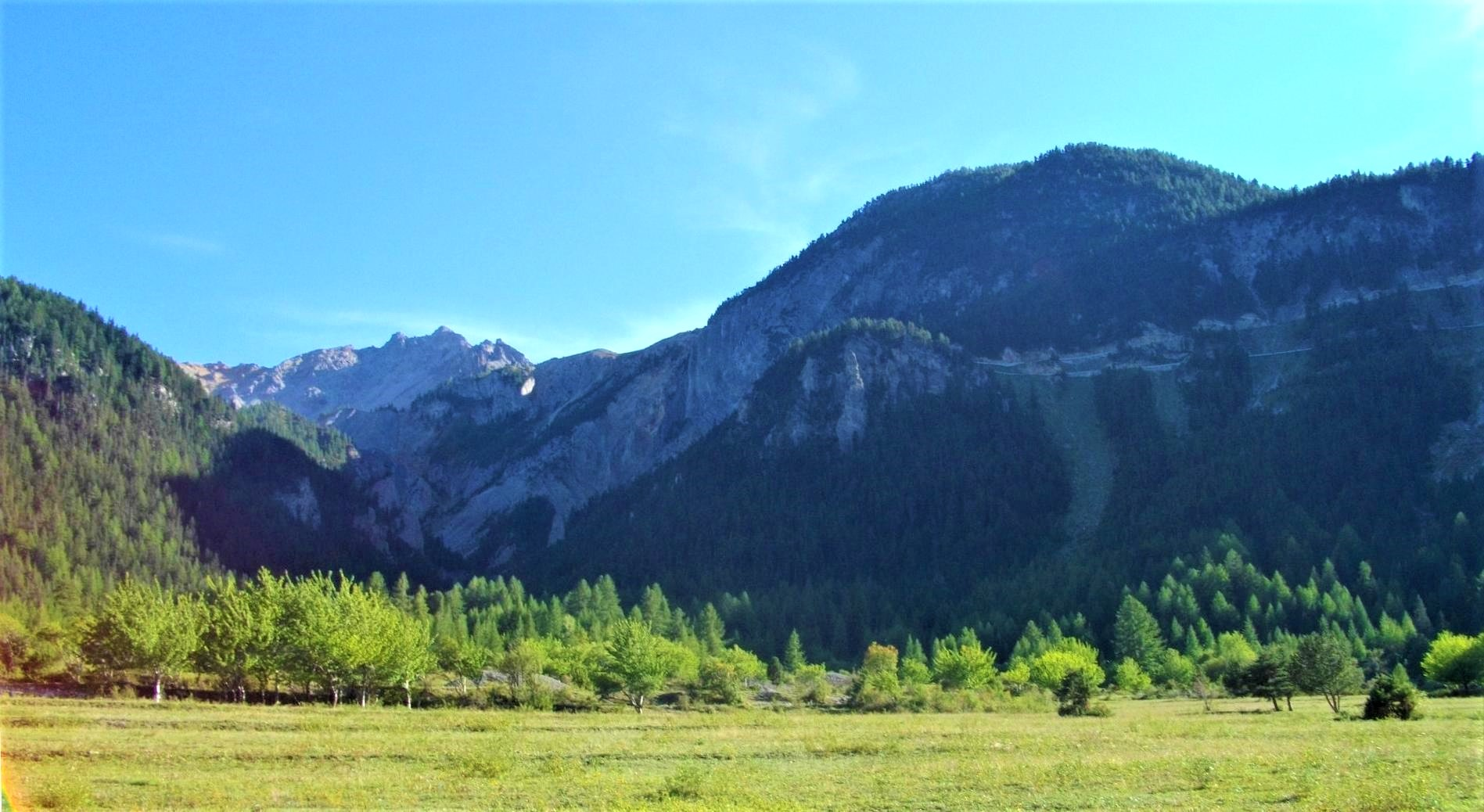
La route du col de l'Échelle, dans la falaise, vue du côté italien.

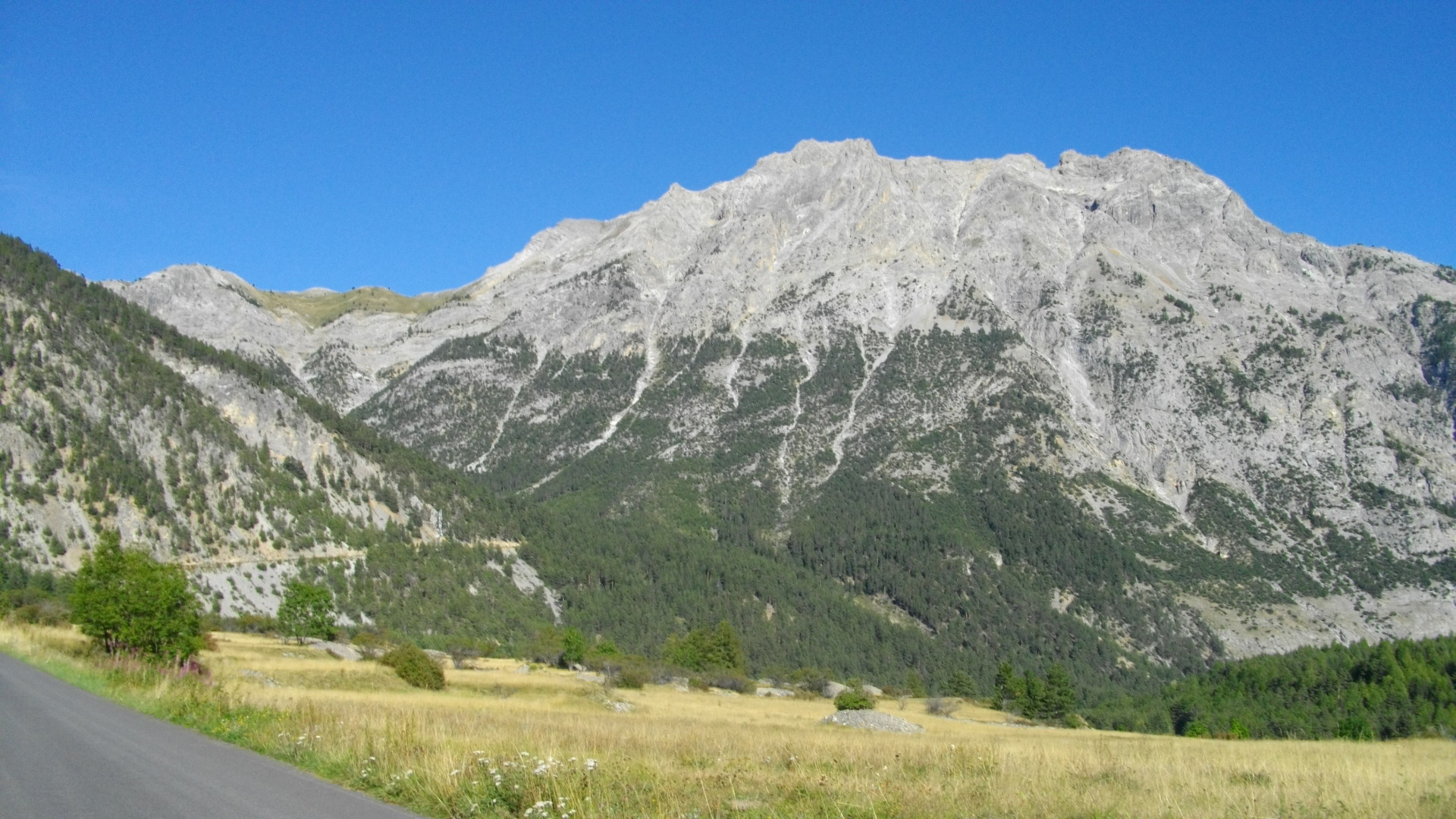
Route du col de l'Échelle, à travers la pente, côté français.

Sous le Premier Empire, les administrations des départements des Hautes-Alpes et du Pô, projettent la construction d'une route carrossable qui emprunterait le col de l’Échelle. Le chantier va jusqu'à la préparation de mines qui doivent permettre de supprimer le rocher qui constitue le principal obstacle sur le trajet. Mais les évènements de 1813 mettent fin à l'entreprise.
À la suite du traité de Paris de 1814, le col de l'Échelle marque la frontière entre la France et le royaume de Sardaigne devenu royaume d'Italie, jusqu'à ce que l'annexion de la vallée Étroite en 1947 déplace la frontière dans la vallée côté italien.
Pendant les années 1930, l'armée française aménage le tracé qui mène de l'ancien village de Roubion, près de la chapelle Saint Hippolyte, au croisement de la route Briançon-Névache, jusqu'à la frontière d'alors afin de desservir les ouvrages et le casernement qu'elle y a installés. L'armée italienne préfère de son côté installer un téléphérique pour approvisionner ses propres fortifications.
En 1966, les autorités italiennes et françaises inaugurent la route tracée entre le barrage des sept fontaines et l'ancienne frontière à l'instigation d'un comité citoyen animé à Bardonnèche par le Cavaliere Maurizio Amprimo et soutenu par Philippe Donzel, le maire de Névache. Seule la partie du trajet du croisement de la route de Briançon à Névache au poste de douane français est alors goudronnée,. Le poste de douane italien est installé à l'entrée du village de Melezet. Il est rapidement doublé par un poste de la police italienne des frontières plus proche de la frontière réelle afin de permettre aux touristes d'accéder plus librement au Plan du Col. La route est officiellement ouverte au trafic routier le 16 août 1968.
Pendant les années 1970, la route se révèle instable sur le versant Bardonnèche — qui n'a fait que peu de travaux de drainage. Tandis que les autorités italiennes la défendent et provisionnent des budgets pour la stabiliser, les autorités françaises se retranchent derrière des projets comme celui de la société Sovocal qui défend la création d'une autoroute Bardonnèche-Fos-sur-Mer qui rencontre l'opposition des défenseurs de l'environnement aussi bien français qu'italiens, du maire de Bardonnèche et de celui de Jean-Louis Tane, maire de Névache, qui lance un concours d'aménagement de la vallée de Névache et de la vallée Étroite dans lequel les propositions d'aménagement ferroviaire à voix étroite sont majoritaires. En 1975, le préfet des Hautes-Alpes interdit la route à tout trafic. Dès 1978, la municipalité de Bardonnèche renonce à tout aménagement en relation avec un quelconque projet de tunnel et obtient une réouverture du parcours, pendant la saison estivale, au seul trafic touristique.
Au cours de la crise migratoire en Europe, le col de l'Échelle, proche de la gare de Bardonnèche, sert aux migrants, dont des mineurs non-accompagnés, à franchir la frontière franco-italienne à pied. Le 21 avril 2018, le groupe Génération identitaire utilise le col de l'Échelle comme site d'une manifestation médiatisée.

## Fermeture
Le col de l'Échelle est fermé à la circulation l'hiver, en fonction de l'enneigement et généralement du mois de décembre à avril ou mai. La partie basse de la D1T côté Névache est alors damée pour la pratique du ski de fond.